# Kanton Nevers-Nord
Nevers-Nord is een voormalig kanton van het Franse departement Nièvre. Het kanton maakte deel uit van het arrondissement Nevers. 
Het werd opgeheven bij decreet van 18 februari 2014 met uitwerking op 22 maart 2015.

## Gemeenten
Het kanton Nevers-Nord omvatte de volgende gemeenten:
- Coulanges-lès-Nevers
- Nevers (deels, hoofdplaats)